# Harry Flynn
Harry Joseph Flynn (ur. 2 maja 1933 w Schenectady, Nowy Jork, zm. 22 września 2019 w St. Paul, Minnesota) – amerykański duchowny katolicki, emerytowany arcybiskup Saint Paul i Minneapolis.
Święcenia kapłańskie otrzymał 28 maja 1960 i został kapłanem rodzinnej diecezji Albany. 19 kwietnia 1986 otrzymał nominację na koadiutora biskupa Lafayette w Luizjanie. Sakry udzielił mu ordynariusz Albany Howard Hubbard. Sukcesję przejął 15 maja 1989. Po kilku latach mianowany koadiutorem arcybiskupa St. Paul i Minneapolis. Sukcesję przejął 8 września 1995.
Podczas swej posługi w St. Paul i Minneapolis znany był ze swej pasterskiej dobroci i zainteresowania potrzebami indywidualnych osób. Wyróżnił się też stanowczym i zdecydowanym podejściem do sprawy nadużyć seksualnych duchownych. Był w latach 2002–2003 przewodniczącym komisji ds. nadużyć. Zaangażował się też mocno w formację duchową kleru, zakonników i ludzi świeckich z archidiecezji. Często służył jako rekolekcjonista, chętnie pomagał też księżom w spowiadaniu wiernych. Na rok przed przejściem na emeryturę otrzymał do pomocy koadiutora (z prawem następstwa), który objął po nim sukcesję w dniu 2 maja 2008.